# Camillo da Correggio
Camillo da Correggio (Correggio, 22 giugno 1533 – Milano, 3 giugno 1605) è stato un nobile e militare italiano, conte di Correggio dal 1551 alla morte (in condominio con i fratelli Giberto e Fabrizio e i cugini Ippolito e Girolamo).

## Biografia
Camillo nacque a Correggio il 22 giugno 1533 dal conte Manfredo II e da Lucrezia d'Este. Sua madre era figlia di Ercole d'Este dei signori di San Martino in Rio.
Come di consuetudine, venne avviato alla carriera militare.
Nel 1551 ottenne dall'imperatore Carlo V d'Asburgo l'investitura della Contea di Correggio assieme ai fratelli Fabrizio e Giberto, e dov'erano già conti i cugini Ippolito e Girolamo. Con questa nuova investitura si annullò definitivamente anche il controverso testamento di Giangaleazzo da Correggio, che, dopo la sua morte senza figli nel 1517, considerò eredi feudali anche la madre Cassandra Colleoni e le sorelle Eleonora e Beatrice.
Ippolito morì poco dopo la nuova investitura, nel 1552.
Fu al servizio del Re di Spagna, sia come coppiere e gentiluomo, sia combattendo per lui. Militò per l'Impero nella guerra di Parma contro il duca Ottavio Farnese nel 1551; nel 1554 combatté con il duca Cosimo I de' Medici nella Guerra di Siena e partecipò alla Battaglia di Scannagallo; poi combatté nel Piemonte e infine nelle Fiandre.
Intanto il pontefice Paolo IV creò una Lega e mosse guerra alla Spagna. Così, scoppiata la guerra, gli imperiali conti e la loro Contea si trovarono immischiati tra gli scontri e nelle loro terre si stabilì il presidio spagnolo. Durante gli scontri tutta la Contea (a eccezione di Correggio) venne occupata dalle truppe della Lega. Per questo nel 1557 si dovette giungere a un costretto accordo, in cui veniva previsto che la Contea rimanesse neutrale e licenziasse il presidio spagnolo, oltre al versamento di 50.000 scudi d'oro e alla consegna come ostaggi di venti cittadini e di due dei conti, Fabrizio e lo stesso Camillo. L'accordo dopo poco si tradusse con la liberazione degli ostaggi e delle terre correggesche. Tuttavia, successivamente intervenne il cugino Girolamo, che ritenne nullo il patto poiché contrario ai diritti imperiali e spinse i parenti ad allearsi nuovamente con l'Impero.
Così la guerra continuò e Camillo e i fratelli si difesero strenuamente, ma la Contea venne saccheggiata e subì molti danni come la distruzione di chiese ed edifici.
Ma la fedele devozione dei conti all'Impero venne ben presto premiata. Infatti il 17 maggio 1559 l'imperatore Ferdinando I d'Asburgo diede nuova investitura ai conti, ma stavolta con la concessione autorizzata di stabilire una zecca e poter battere moneta. Tale investitura venne poi riconfermata anche il 30 dicembre 1564 dall'imperatore Massimiliano II d'Asburgo e nuovamente il 3 marzo 1580 dall'imperatore Rodolfo II d'Asburgo.
Successivamente Camillo passò al servizio della Repubblica di Venezia e venne eletto governatore di Corfù, combattendo nel 1571 nella celebre Battaglia di Lepanto.
Nel frattempo nel 1572 morì il cugino Girolamo e lasciò erede il suo figlio illegittimo (legittimato) Alessandro. Così al suo ritorno in patria iniziarono i diverbi tra Camillo e Alessandro, poiché quest'ultimo venne anche compreso nell'investitura imperiale del 1580. Poco dopo, il 22 maggio dello stesso anno, morì senza eredi anche il fratello Giberto. Intanto nascevano anche duri scontri con l'altro fratello, Fabrizio, che si lasciò andare a un malsano ozio e con il quale nacquero liti riguardanti la divisione e l'amministrazione dei beni. Dunque i vari conflitti familiari e patrimoniali spinsero Camillo, che di fatto era rimasto l'unico sovrano della Contea, a commettere un grave errore.
Infatti, per salvaguardarsi dalle possibili ritorsioni violente di Alessandro, Camillo nel 1584 chiese e ottenne l'insediamento di un presidio spagnolo a Correggio. Questo fu l'inizio della rovina della famiglia e dello Stato.
Nel frattempo morì improvvisamente Alessandro nel 1591 e questo fece terminare di colpo le contestazioni e le liti. Ma la minaccia per il futuro dello Stato e della famiglia non era terminata. Infatti nel 1592, sebbene Camillo avesse concordato una clausola che gli consentiva di potersi liberare del presidio in qualsiasi momento qualora non fosse più stato necessario, al momento della sua richiesta di rimozione il Governatore di Milano (che faceva le veci della Spagna) si oppose. Nacquero così nuove dispute.
A questo durissimo colpo si aggiunse un ulteriore schiaffo morale da parte del fratello Fabrizio, che, morto senza figli nel 1597, lasciò come suo erede il Duca di Mantova.
Per cercare di rimediare a questa situazione, in sua difesa contro il Governatore milanese, Camillo si recò a Madrid e chiese aiuto al re di Spagna, che ritenne giusta e fondata la sua causa. In realtà la Spagna, per motivi sia politico sia strategici non era assolutamente intenzionata a rimuovere il presidio e riuscì in questo inganno proprio grazie al Governatore milanese. Infatti, giunto a Milano, il Governatore si oppose nuovamente e in quella città, colto da un improvviso malore, Camillo morì il 3 giugno 1605.

## Discendenza
Camillo si sposò in prime nozze il 2 dicembre 1572 con Maria di Collalto († 3 marzo 1583), figlia del conte Scipione di Collalto e già vedova del conte Giambattista d'Arco. Dalla loro unione nacquero i seguenti figli:
- Manfredo († 1575), morto in tenera età;
- Eleonora, si sposò con Francesco Spinola, marchese di Garessio;
- Giberto († 1585), morì a soli 4 anni di età;
- Lucrezia († 1637), si sposò con Rodolfo Pio, signore di Meldola e Sarsina.

Durante il matrimonio con la prima moglie Camillo intraprese anche una relazione extraconiugale con una donna di nome Francesca Millini, con la quale generò anche dei figli. Dopo la morte della moglie, Camillo e Francesca si sposarono il 1º agosto 1592 al fine di legittimare la prole. I figli nati dalla loro unione furono:
- Siro († 1645), successore del padre come unico Conte di Correggio e poi come primo Principe di Correggio. Fu l'ultimo sovrano della dinastia dei Da Correggio, poiché gli venne confiscato il Principato nel 1631;
- Cosimo († 30 maggio 1623), fu in continui scontri con il fratello per questioni riguardanti divisioni allodiali. Morì in demenza. Si sposò con la lavandaia Claudia Franchetti, ma non ebbero figli e lui la lasciò erede, scatenando così nuovi scontri tra il fratello e la moglie;
- Bianca, si sposò con il conte Giacomo Bernieri di Parma.

Ebbe un'ulteriore figlia illegittima:
- Angela, si sposò nel 1590 con Silvio Selvatico di Padova. Venne assassinata con un colpo di fucile mentre era affacciata a un balcone.

## Ascendenza
|                          |                     |                      | Genitori              |  |  | Nonni |  |  | Bisnonni                |  |  | Trisnonni                |  |
|                          |                     |                      |                       |  |  |       |  |  | Manfredo I da Correggio |  |  | Gherardo VI da Correggio |  |
|                          |                     |                      |                       |  |  |       |  |  | Manfredo I da Correggio |  |  | Gherardo VI da Correggio |  |
|                          |                     | ???                  |                       |  |  |       |  |  | Manfredo I da Correggio |  |  |                          |  |
| Borso da Correggio       |                     |                      |                       |  |  |       |  |  | Manfredo I da Correggio |  |  |                          |  |
|                          |                     | Agnese Pio           | Marco I Pio           |  |  |       |  |  |                         |  |  |                          |  |
|                          |                     | Agnese Pio           | Marco I Pio           |  |  |       |  |  |                         |  |  |                          |  |
|                          |                     | Agnese Pio           | Taddea de' Roberti    |  |  |       |  |  |                         |  |  |                          |  |
| Manfredo II da Correggio |                     | Agnese Pio           |                       |  |  |       |  |  |                         |  |  |                          |  |
|                          |                     | Fritz di Brandeburgo | Giovanni l'Alchimista |  |  |       |  |  |                         |  |  |                          |  |
|                          |                     | Fritz di Brandeburgo | Giovanni l'Alchimista |  |  |       |  |  |                         |  |  |                          |  |
|                          |                     | Fritz di Brandeburgo | ???                   |  |  |       |  |  |                         |  |  |                          |  |
| Francesca di Brandeburgo |                     | Fritz di Brandeburgo |                       |  |  |       |  |  |                         |  |  |                          |  |
|                          |                     | ???                  | ???                   |  |  |       |  |  |                         |  |  |                          |  |
|                          |                     | ???                  | ???                   |  |  |       |  |  |                         |  |  |                          |  |
|                          |                     | ???                  | ???                   |  |  |       |  |  |                         |  |  |                          |  |
| Camillo da Correggio     |                     | ???                  |                       |  |  |       |  |  |                         |  |  |                          |  |
|                          | Sigismondo I d'Este | Niccolò III d'Este   |                       |  |  |       |  |  |                         |  |  |                          |  |
|                          | Sigismondo I d'Este | Niccolò III d'Este   |                       |  |  |       |  |  |                         |  |  |                          |  |
|                          | Sigismondo I d'Este | Ricciarda di Saluzzo |                       |  |  |       |  |  |                         |  |  |                          |  |
| Ercole d'Este            | Sigismondo I d'Este |                      |                       |  |  |       |  |  |                         |  |  |                          |  |
|                          |                     | Cecilia Rachesi      | ???                   |  |  |       |  |  |                         |  |  |                          |  |
|                          |                     | Cecilia Rachesi      | ???                   |  |  |       |  |  |                         |  |  |                          |  |
|                          |                     | Cecilia Rachesi      | ???                   |  |  |       |  |  |                         |  |  |                          |  |
| Lucrezia d'Este          |                     | Cecilia Rachesi      |                       |  |  |       |  |  |                         |  |  |                          |  |
|                          |                     | Carlo Sforza         | Galeazzo Maria Sforza |  |  |       |  |  |                         |  |  |                          |  |
|                          |                     | Carlo Sforza         | Galeazzo Maria Sforza |  |  |       |  |  |                         |  |  |                          |  |
|                          |                     | Carlo Sforza         | Lucrezia Landriani    |  |  |       |  |  |                         |  |  |                          |  |
| Angela Sforza            |                     | Carlo Sforza         |                       |  |  |       |  |  |                         |  |  |                          |  |
|                          |                     | Bianca Simonetta     | Angelo Simonetta      |  |  |       |  |  |                         |  |  |                          |  |
|                          |                     | Bianca Simonetta     | Angelo Simonetta      |  |  |       |  |  |                         |  |  |                          |  |
|                          |                     | Bianca Simonetta     | Francesca della Scala |  |  |       |  |  |                         |  |  |                          |  |
|                          |                     | Bianca Simonetta     |                       |  |  |       |  |  |                         |  |  |                          |  |